# 源重之
源重之（日语：／ Minamoto no Shigeyuki，？—1000年代）是日本平安时代的贵族、歌人。出自清和源氏，上野太守贞元亲王之孙三河守源兼信之子。伯父源兼忠的养子。官从五位下筑前权守。位列三十六歌仙之一。康保四年（967年）向皇太子宪平亲王献上百首歌，这是“百首”歌集的起源。重之多在各地任地方官，最后跟随藤原实方下陆奥国并于当地病逝，享年约60岁。重之与平兼盛、源信明等歌人相友善。有家集《重之集》。